# キャプテン・ナイス
キャプテン・ナイス（Captain Nice）は、1967年、アメリカ合衆国NBC製作のテレビドラマ。カラー、30分、15作品。日本では1968年1月28日から、毎週日曜日午前10:30よりフジテレビ系列で放送された。後に東京12チャンネル(現・テレビ東京)でも放送された。
警察鑑識員カーター・ナッシュは気弱なマザコン青年。調合ミスで発明した薬を飲むと、スーパーマンのような怪力で空も飛べるスーパーヒーローに大変身。キャプテン・ナイスと名乗って正義のために闘うコメディ。

## スタッフ
- エグゼクティブ・クリエイター：バック・ヘンリー
- 主題歌：「キャプテン・ナイス」（歌：ハニー・ナイツ）

## キャスト
- ウィリアム・ダニエルズ：カーター・ナッシュ／キャプテン・ナイス（声の出演：庄司肇）
- アン・プレンティス：キャンディ・ケーン巡査部長（声の出演：向井真理子）
- アリス・ゴーストリー：カーターの母